# Jardin des plantes de Caen
 (janvier 2025).
Le jardin des plantes de Caen est un jardin botanique situé au nord du centre-ville de Caen. Créé au XVIIIe siècle, c'est un site classé depuis 1942.

## Situation
Le jardin est implanté sur les coteaux au nord du centre-ville ancien de Caen.
L'accès principal est situé sur place Blot, formée par l'intersection de la rue Bosnières, de l'avenue de Creully, de la rue Desmoueux, de l'avenue de Courseulles et de la rue des Jardins. Deux autres accès secondaires permettent l'accès depuis le sud (no 37 rue du XXe siècle) et le nord (rue François-Marescot). Un autre accès technique, non accessible au public, a été créé au no 1 avenue de Creully. Un autre accès depuis l'ouest (au bout de l'allée de Passeroses) est fermée.

## Histoire

### La fondation difficile du jardin des plantes
La faculté de médecine de l'université de Caen est fondée en 1448. Elle doit se charger de l'enseignement de la botanique, les plantes étant utilisées à des fins médicinales. Mais l'université ne dispose pas d'un lieu spécifique où les professeurs peuvent faire la démonstration des propriétés des plantes. Ce n'est qu'à la fin du XVIIe siècle qu'est créé le premier jardin botanique de Caen. Mais il faut attendre quelques décennies avant que l'actuel jardin des plantes ne soit fondé.
En 1689, Jean-Baptiste Callard de la Ducquerie, professeur à la faculté de médecine, rassemble quelques plantes dans son jardin privé ; selon son hortus botanicus agri Cadomensis, on peut y trouver 590 espèces. Un édit royal datant de 1701 encourage le développement de tels jardins, mais la faculté de médecine ne s’en préoccupe guère. Callard de la Ducquerie meurt en 1718 et le professeur François Marescot lui succède. Il réunit environ 600 plantes dans un terrain qu'il loue à proximité de la porte Saint-Julien. Mais en 1722, le bail arrive à expiration. Il est renouvelé pour quatre ans, mais François Marescot entreprend d'établir de façon définitive un jardin botanique attaché à l'université de Caen.
En 1726, le jardin est transféré dans un terrain appartenant au curé de l'église Saint-Julien de Caen. Mais il ne s'agit encore que d'une solution transitoire. Plusieurs terrains sont proposés : une propriété de la ville dans les fossés Saint-Julien (entre la tour des Cordeliers et la porte Saint-Julien), place Dauphine (actuelle place du 36e régiment d'infanterie) concédée par la ville en 1734. Mais l'insuffisance des ressources financières de l'université empêche ses projets d'aboutir.
L’État et la ville proposent leur aide. L'attribution d'une pension par le collège de Barbery offre finalement les moyens nécessaires. L'Université achète le 25 septembre 1736 le jardin Bénard, terrain jouxtant le jardin de Notre-Dame-des-Champs.

### Le jardin universitaire

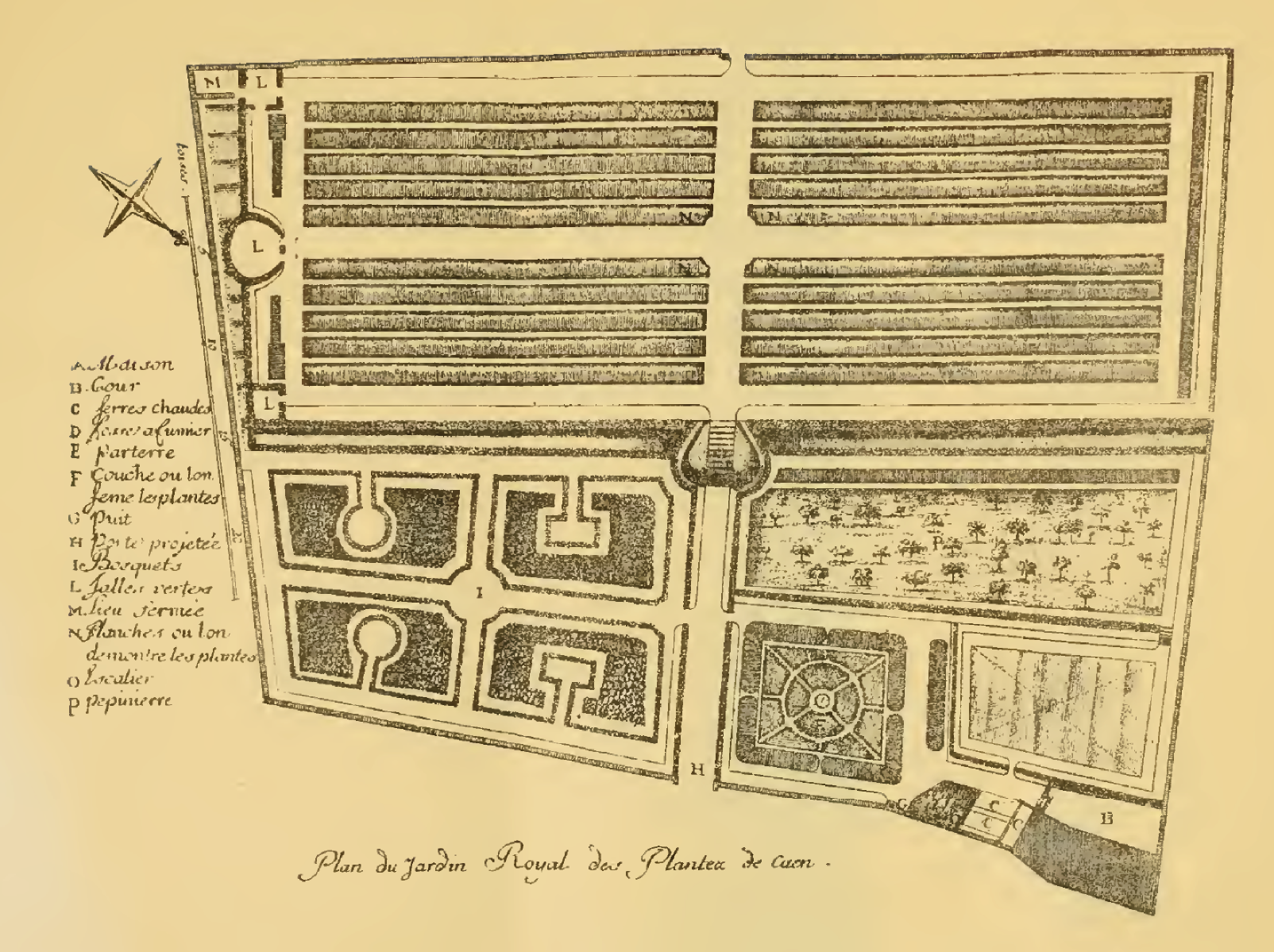
Plan du jardin royal des plantes de Caen par Farin, 1781.

À partir d'octobre 1737, le professeur Marescot et son chef de cultures, Noël-Sébastien Blot, préparent le terrain vallonné (18 m de dénivellation) de cette ancienne carrière d'extraction de la pierre de Caen. En 1739, les quelque 3 500 plantes sont transférées dans le jardin. Marescot meurt en 1747 et Blot lui succède à la chaire de botanique. L'université se montre incapable de supporter la charge financière résultant de l'entretien du jardin. La situation s'aggrave quand elle perd le bénéfice de la pension Barbery. En 1755, Blot se voit obliger de réclamer l'aide du contrôleur général des finances afin d'entretenir son école botanique qu'il estime « dans un état peu inférieur à celle de Paris ».
Malade, Blot désigne comme successeur Charles-Nicolas Desmoueux. Il meurt en 1758 et Desmoueux est effectivement nommé directeur, d'abord conjointement avec Goubin, puis seul à partir de 1759. Il cherche des moyens pour faire face aux difficultés financières du jardin qui se sont encore aggravées. M. de Livet accepte en 1777 d'utiliser sa fortune pour entretenir le jardin et pour procéder au classement des plantes selon l'ordre établi par Antoine-Laurent de Jussieu. Le remaniement ne commence pas immédiatement. Ce retard est probablement dû au fait qu'en 1778, Desmoueux envisage de transférer l'école botanique dans le collège du Mont d'où les Jésuites ont été chassés quinze ans plus tôt. Le site actuel du jardin est en effet jugé trop lointain de la ville et peu propice au développement des plantes ; l'eau notamment y fait cruellement défaut. Mais le projet est abandonné et les travaux commencent dans l'ancien jardin Bénard en 1779 pour se terminer en 1781. Il est probable que les premières serres aient été construites à cette époque. En 1786, Desmoueux démissionne et le professeur Henri-François-Anne de Roussel prend la tête du jardin qui compte alors 2619 espèces de plantes.
En 1789, le jardin passe sous l’autorité de l’administration centrale, puis sous celle du Préfet. Il est à nouveau dirigé par Charles-Nicolas Desmoueux, professeur d'histoire naturelle à l'École centrale du Calvados à partir de 1796 ; après sa mort en 1801, ses élèves font élever un tombeau en son honneur juste à côté de la pierre commémorative de Noël-Sébastien Blot dans un massif d’arbustes. De Roussel lui succède à nouveau et reste directeur jusqu'à sa mort en 1812. En 1803, les écoles centrales sont supprimées et sont remplacées par les lycées. Ces derniers ne possèdent pas de jardin botanique. En 1803, l'ancien jardin de démonstration est donc acquis par la municipalité.

### Le jardin municipal
Les projets de transfert.
Dans les années 1820, l'intérêt pour les sciences naturelles grandit ; la Société linnéenne de Normandie est ainsi fondée à Caen en 1823. Mais l'entretien du jardin des plantes de la ville laisse à désirer. Les bâtiments sont en mauvais état et le sol très fatigué. En 1825, on envisage de fonder un nouveau jardin dans le potager de l'Hôtel-Dieu de Caen, alors transféré dans l'abbaye aux Dames. Grégoire-Jacques Lange s'y oppose en arguant du manque d'eau et propose un terrain au bord de l'Orne au début du cours Caffarelli. Les coteaux de Vaucelles et le jardin potager de la caserne de la Visitation sont également mis en avant. Tous ces projets sont rejetés en 1828 par la commission d'étude qui juge trop onéreuse l'acquisition de terrains nécessaire pour ces projets.
L'extension du jardin existant.

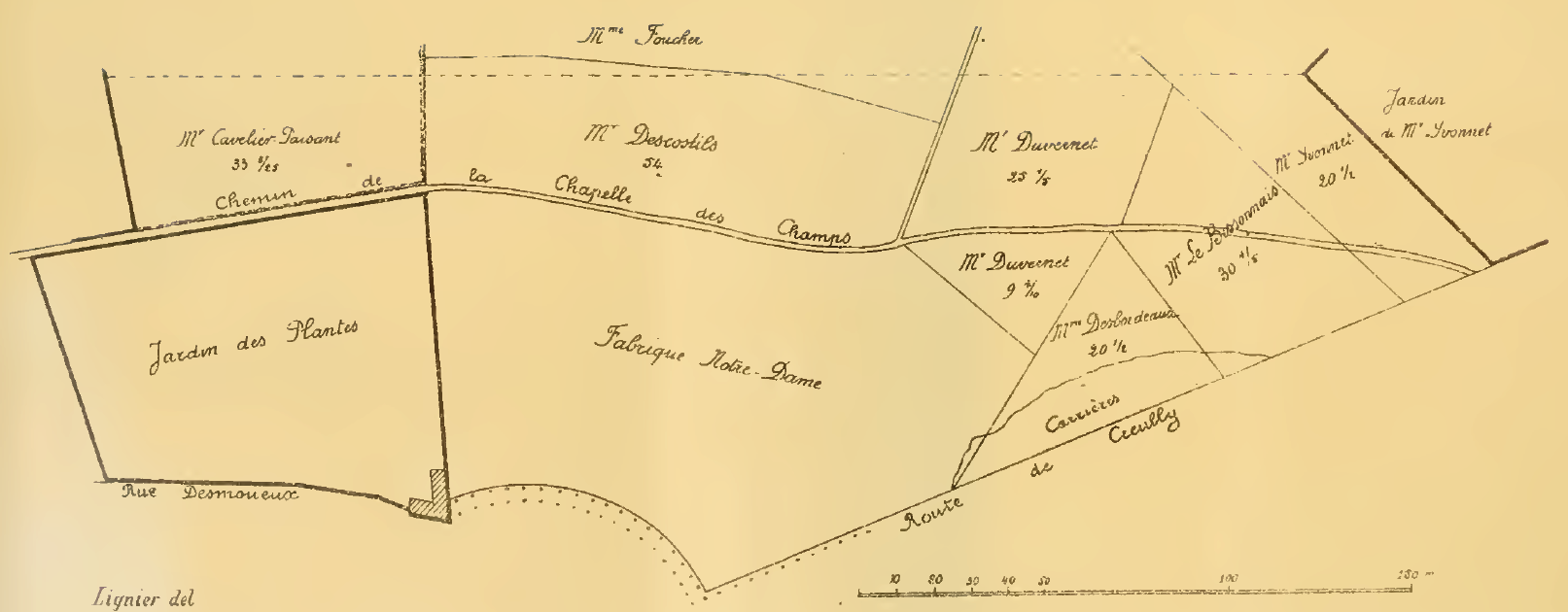
Les propriétés annexées au jardin des plantes en 1829.

En 1829, la municipalité achète plusieurs propriétés voisines du jardin des plantes qui s'agrandit donc de 3,5 ha. Le chemin de Notre-Dame-des-Champs, qui séparait l'ancien jardin des nouveaux terrains acquis au nord, est également incorporé à l'ensemble. Une partie des terrains est utilisée comme carrière d'où est extraite la pierre nécessaire à la construction du mur de clôture. Dessiné par l'architecte-paysagiste caennais Dufour, le nouveau jardin est ensuite planté par le conservateur Herment. En 1830 ou 1831, l'Atelier de charité effectue des travaux de terrassement dans la partie basse du jardin. En 1848, deux cents ouvriers abattent une vieille maison datant de 1656 qui restait dans le jardin. Les matériaux sont utilisés pour terminer le mur clôturant le jardin. Des travaux de terrassement sont également entrepris afin de construire l'école de botanique. En 1905, la rue du Vingtième-Siècle, ouverte en 1901 vers la gare Saint-Martin, est prolongée jusqu'à la rue Desmoueux en traversant les potagers du jardin des plantes ; une nouvelle entrée au jardin est alors créée. Le jardin des plantes prend à cette époque ses dimensions actuelles.
La construction de l'orangerie et des serres.
En 1834–1835, une orangerie surmontée par le logement pour le Conservateur est construite. En 1849, on bâtit une petite serre à laquelle sont adjointes deux grandes serres en bois édifiées en 1850. Le 15 septembre 1861, l'orangerie est détruite par le feu. Le nouveau bâtiment, reconstruit par l'architecte de la ville, M. Auvray, en 1863, est plus grand que le précédent car il est surmonté d'une salle de cours et d'une galerie pour la conservation des collections botaniques. Le pavillon du chef des cultures est également reconstruit. En 1872, un petit observatoire en brique, équipé d'une lunette méridienne, est bâti dans la partie haute du jardin. Cette mire, tombée rapidement en ruine, est détruite en 1895. En 1880, un groupe de sept serres en fer pouvant contenir des plantes exotiques est érigé pour remplacer la petite serre devenue trop vétuste. Les grandes serres construites en 1850 sont remplacées par des serres en fer bâti sur le même emplacement que les anciennes : en 1894 pour la serre chaude et en 1901 pour la serre tempérée. Les bombardements de 1944 n'épargnent pas le jardin : les deux jardins d'hiver et l'orangerie avec toutes les espèces rares qu'ils contiennent sont détruits. Louis Bouket, directeur, entreprend la restauration et la reconstruction des bâtiments à l'exception de l'étage de l'orangerie. De nouvelles serres d'exposition consacrées aux plantes exotiques sont reconstruites en 1988.
Le problème de l'eau.

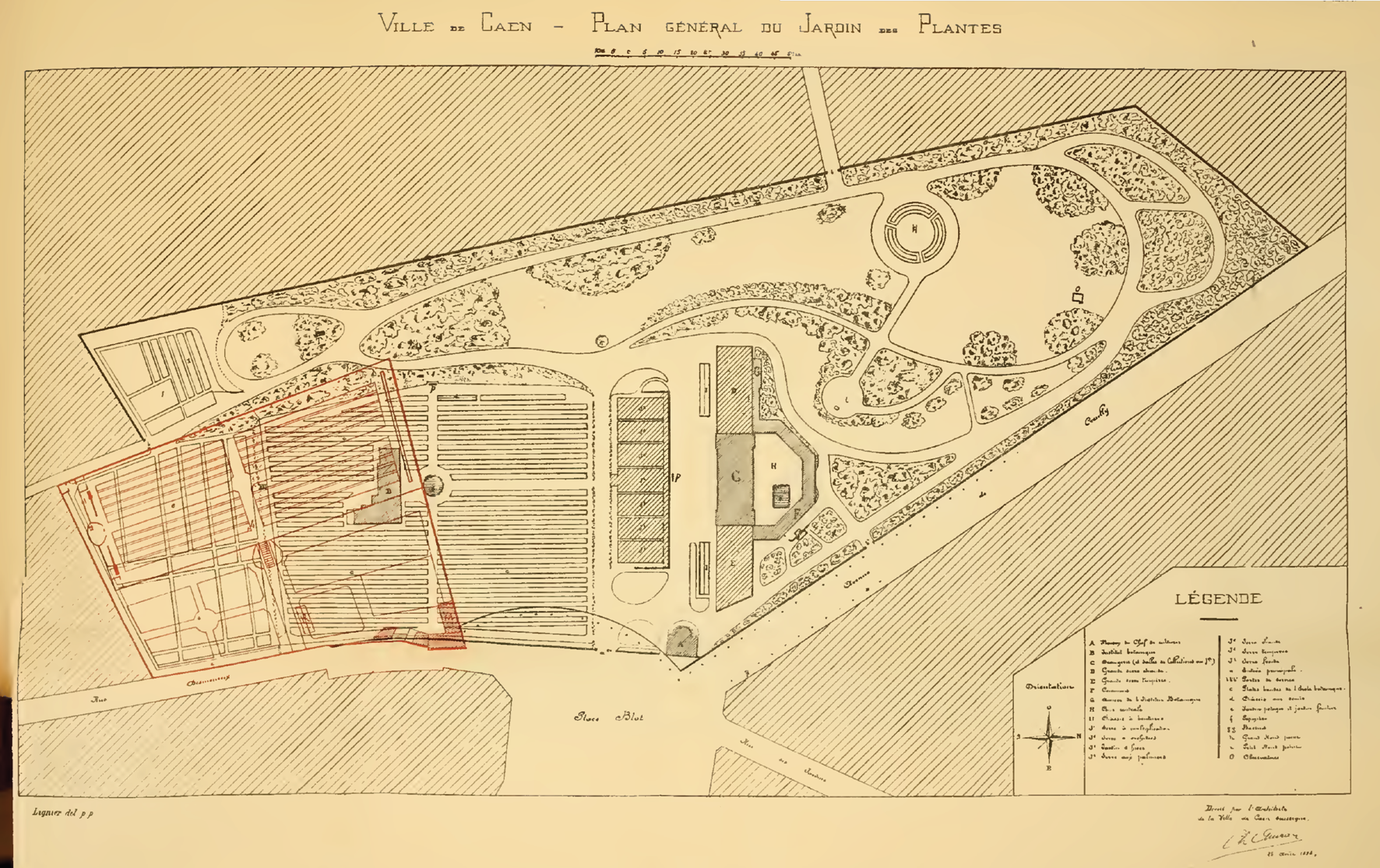
Plan du jardin dressé en 1898 ; en rouge le plan de l'ancien jardin des plantes.

Le problème de l'alimentation du jardin en eau est réglé en plusieurs temps. L'irrigation du jardin a longtemps été permise par un unique puits établi près de la rue Desmoueux. La municipalité lui substitue deux pompes, probablement établies au moment de l'extension du jardin. En 1876, ces dernières sont remplacées par un bassin en rocaille alimenté par les eaux de la ville. Mais tous ces aménagements ne concernent que la partie basse du jardin. Dans les années 1890, la partie haute du jardin est réaménagée. En 1893, des caniveaux sont établis dans les allées montantes afin de canaliser l'eau de ruissellement qui causait des dommages dans la partie basse du jardin en cas d'orage. Et surtout trois bouches de distribution d'eau sont placées en 1895 dans la partie haute. Les pelouses peuvent désormais être arrosées abondamment et cette partie devient un véritable lieu d'agrément.
L'institut botanique.
En 1880, un institut botanique est bâti au milieu du jardin bas. En 1883, tous les services de botanique de l'université de Caen sont définitivement établis dans le jardin des plantes. Un petit hangar fermé est alors construit aux frais de l'État. En revanche, le projet de construction d'un laboratoire de recherches et d'enseignement derrière l'orangerie n'aboutit pas immédiatement. Ce n'est qu'en 1891 qu'un accord est signé entre la ville et l'État. Une nouvelle aile est érigée en 1894 et une seconde en 1898. L'ensemble de ces bâtiments sont construits au dessus de la serre rassemblent les services de botanique de la faculté des sciences. Enfin en 1903, une serre de recherches expérimentales est construite à l'arrière suivant les plans de celle de l'institut Pasteur. 
Le jardin d'agrément.
En 1859, le sculpteur Auguste Jean Baptiste Lechesne fait don à sa ville natale de sa statue L'amour domptant les bêtes féroces en plâtre afin qu'elle soit installée dans le jardin des plantes. Elle est progressivement endommagée par les intempéries. Quand la partie haute du jardin est réaménagée en 1895, le socle supportant ce qu'il reste de la sculpture est démoli et un rond-point de musique lui succède. Le 5 mai 1932, un buste du poète normand Charles Lemaître, réalisé par Charles Lemarquier, est inauguré dans le parc. Il est posé sur un socle en pierre d'Euville. Sur ce socle est sculptée une branche de pommier portant un nid de grive mauvis, en référence au poème Le nid de Mauvis de Lemaître. Sous le régime de Vichy, ce buste est démonté et fondu, dans le cadre de la mobilisation des métaux non ferreux. Le socle reste vide. En 1981, un buste de remplacement, réalisé par Pierre Godard, est installé à un autre emplacement,. Le squelette d'une baleine, échouée en 1885 à Langrune-sur-Mer, est exposé sous un préau de 1928 (date de son déménagement de l'église du Vieux Saint-Sauveur de Caen) à 1938 (date de son transfert à Luc-sur-Mer).
En janvier 2019, un marché public pour la réalisation d'une études de programmation sur l'ensemble du site du jardin des plantes (bâtiments, espace public) est publié.
L'institut botanique, désaffecté depuis une dizaine d'années, doit faire l'objet de travaux afin d'y installer pour la rentrée 2025 le nouveau conservatoire botanique national de Normandie.

## Descriptif

### Collection botanique

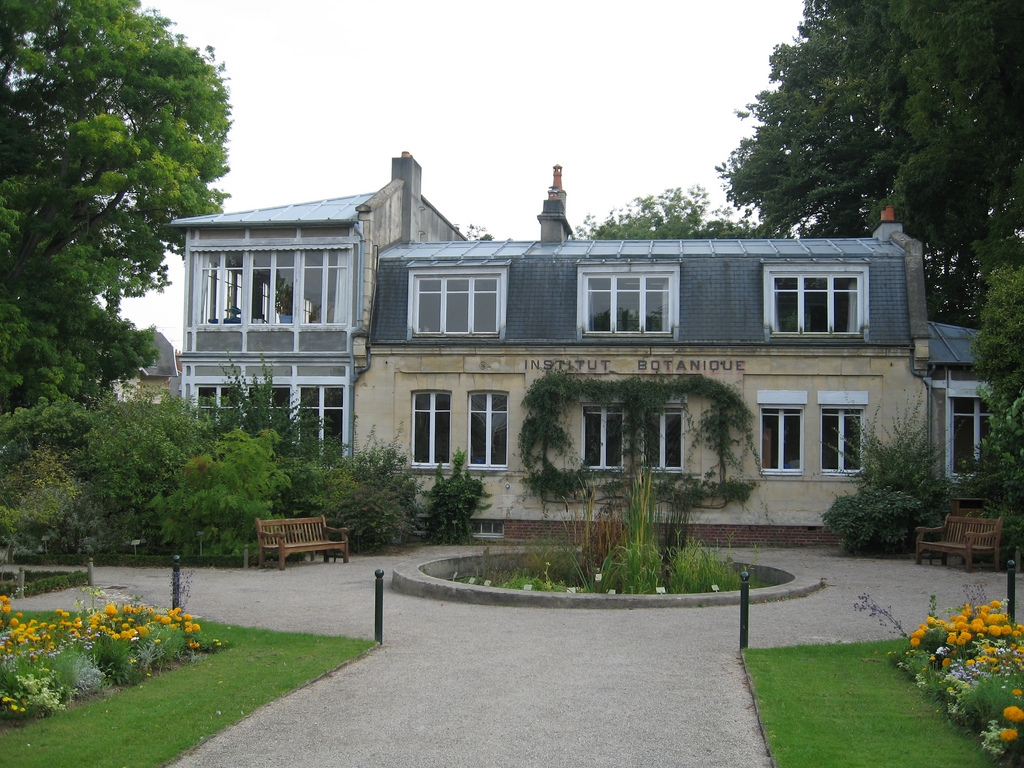
L'Institut botanique.

Le jardin des plantes est établi sur un terrain accidenté ; on y trouve plus de 8 000 espèces. En partie basse, sont présentés sur 5 000 m2 : 
- la flore normande (1 000 espèces spontanées) ;
- le jardin médicinal et thématique (600 plantes) ;
- les collections horticoles (700 variétés) ;
- les rocailles, murets et ruisseaux fleuris (1 500 sujets nains) ;
- les arbres, arbustes et conifères (500 essences ligneuses).

Les serres contiennent 1 500 espèces exotiques différentes: nénuphar géant d’Amérique du sud, bananier, caféier, vanillier, camphrier, cycas, agrumes, orchidées, cactées, plantes carnivores...
En partie haute, se situe le parc public avec quelques arbres remarquables :
- le Sophora japonica (planté en 1750, 10 mètres de haut et 4,60 m de circonférence), labellisé « Arbre remarquable de France » ;
- le Sequoiadendron giganteum (planté en 1890, 35 m de haut, muni à son sommet d’un paratonnerre) ;
- le Cryptomeria japonica (planté en 1870, 20 m de haut).

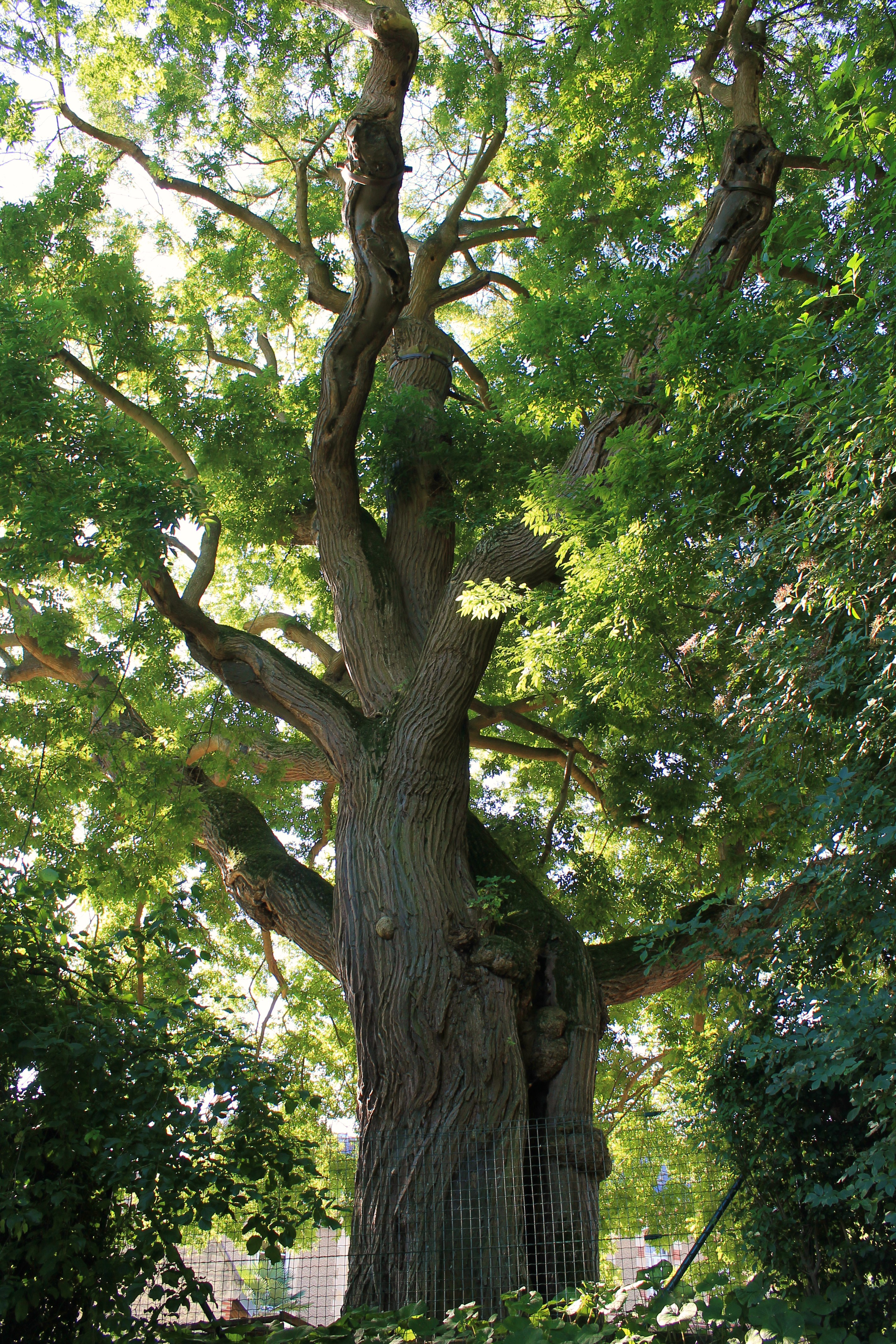
Le sophora japonica.
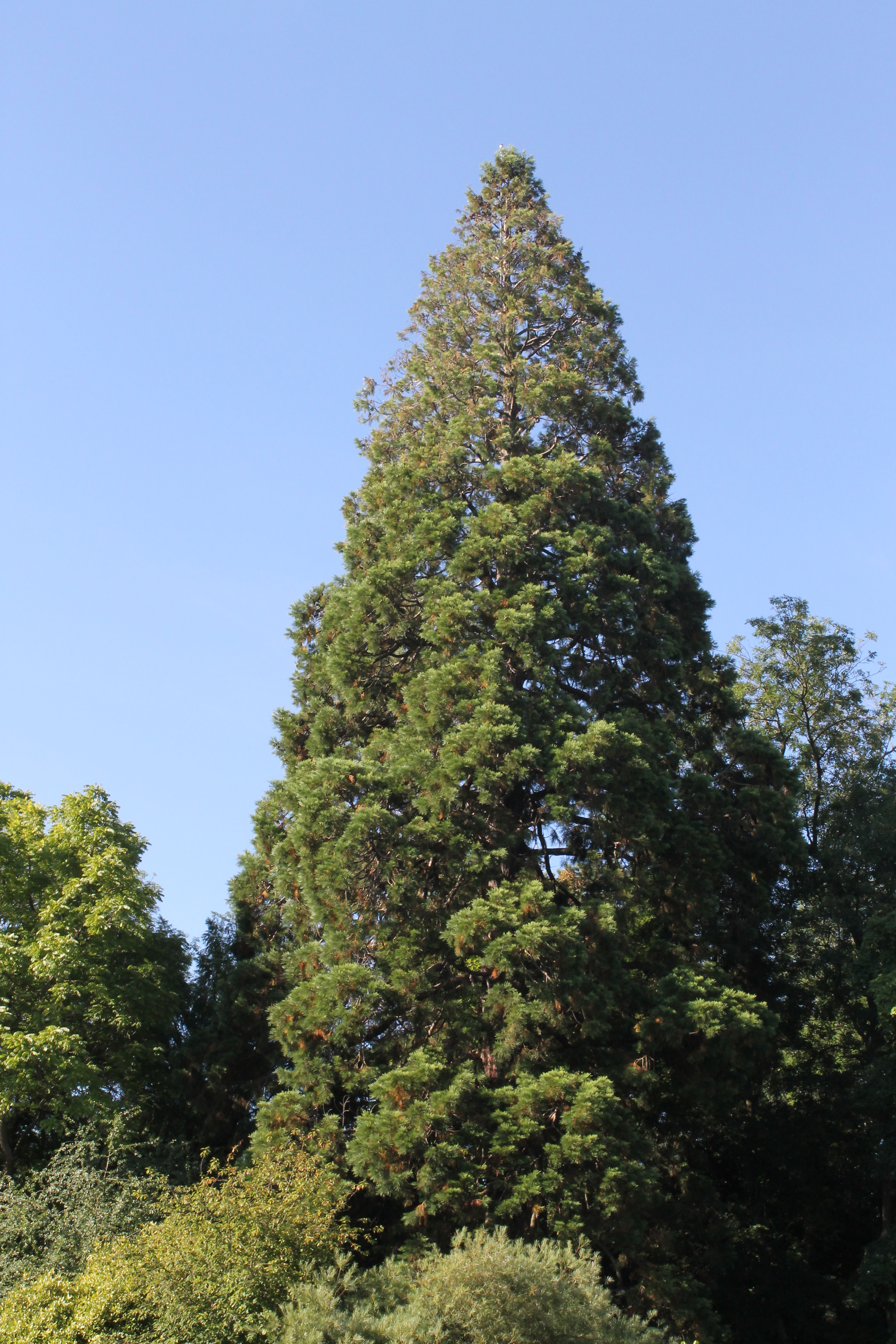
Le sequoiadendron giganteum.
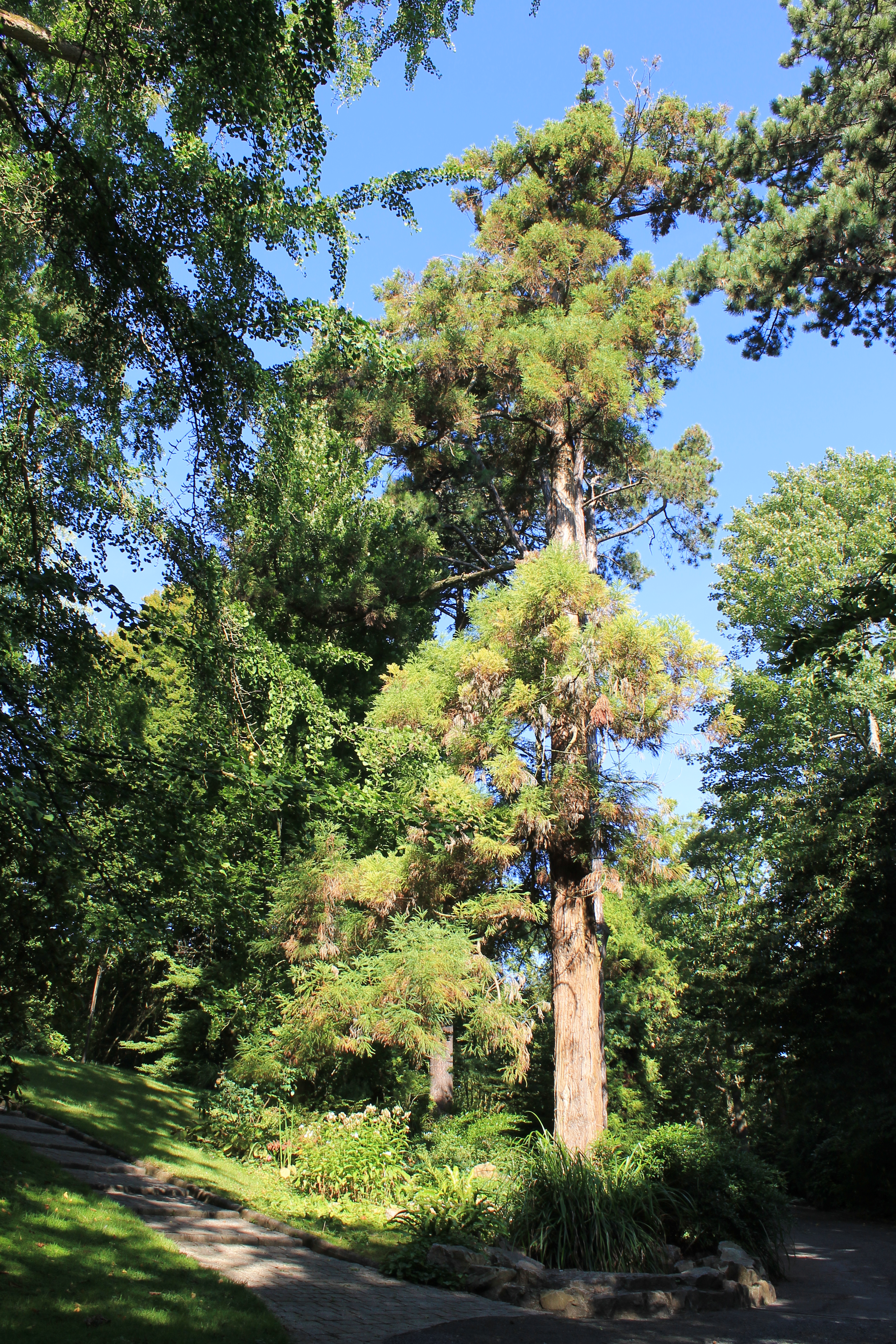
Le cryptomeria japonica.
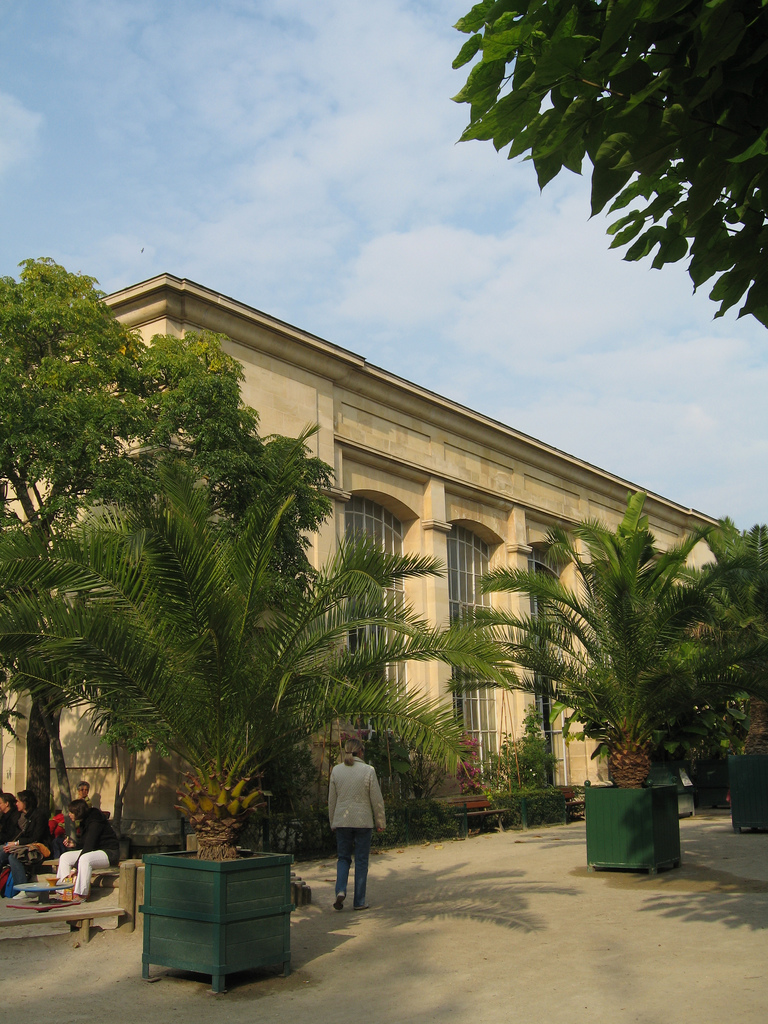
L'orangerie.

Le jardin des plantes a reçu de nombreux labels scientifiques ; il est agréé « Jardin botanique de France » depuis 1997 par l’Association des Jardins botaniques de France et des pays francophones. Mais au-delà de son rôle scientifique de conservation, d’introduction, de ré-introduction d’espèces végétales et de sa vocation pédagogique et culturelle, le jardin des plantes est aussi un lieu de détente apprécié par de nombreux Caennais depuis des générations ; en 2003, il a accueilli près de 204 711 visiteurs dont plus de 69 853 pour les serres exotiques ouvertes seulement trois heures par jour.

### Œuvres d'art
| Œuvre                          | Auteur          | Localisation                                 | Notes | Installation | Coordonnées                        | Illustration                   |
| ------------------------------ | --------------- | -------------------------------------------- | --- | ------------ | ---------------------------------- | ------------------------------ |
| Le printemps                   | À déterminer    | Partie basse du jardin, allée de l'Orangerie | Don de la ville jumelle Wurtzbourg. | À déterminer | 49° 11′ 22″ nord, 0° 22′ 17″ ouest | Image manquante                |
| L'été                          | À déterminer    | Partie basse du jardin, allée de l'Orangerie | Don de la ville jumelle Wurtzbourg. | À déterminer | 49° 11′ 22″ nord, 0° 22′ 17″ ouest | Image manquante                |
| L'automne                      | À déterminer    | Partie basse du jardin, allée de l'Orangerie | Don de la ville jumelle Wurtzbourg. | À déterminer | 49° 11′ 22″ nord, 0° 22′ 17″ ouest | Image manquante                |
| L'hiver                        | À déterminer    | Partie basse du jardin, allée de l'Orangerie | Don de la ville jumelle Wurtzbourg. | À déterminer | 49° 11′ 22″ nord, 0° 22′ 17″ ouest | Image manquante                |
| Arc-en-ciel éclaté             | Sara Holt       | Partie haute du jardin                       | | 1982         | 49° 11′ 24″ nord, 0° 22′ 24″ ouest | Arc-en-ciel éclaté             |
| Buste de Charles Lemaître (d)  | Pierre Godard   | Partie haute du jardin                       | Représente Charles Lemaître. Remplace celui réalisé par Charles Lemarquier en 1932, fondu sous le régime de Vichy, dans le cadre de la mobilisation des métaux non ferreux. | 1981         | 49° 11′ 24″ nord, 0° 22′ 22″ ouest | Buste de Charles Lemaître      |
| Pierre tournée                 | Peter Briggs    | Partie haute du jardin                       | | 1982         | 49° 11′ 24″ nord, 0° 22′ 22″ ouest | Pierre tournée                 |
| L'art au service de la science | Jean-Paul Begot | Partie haute du jardin                       | Dédié à son fils Steven | 1994         | 49° 11′ 24″ nord, 0° 22′ 22″ ouest | L'art au service de la science |

Œuvres disparues
| Œuvre                                | Auteur                         | Localisation | Notes | Installation | Coordonnées    | Illustration |
| ------------------------------------ | ------------------------------ | ------------ | --- | ------------ | -------------- | --- |
| L'Amour domptant les bêtes féroces,  | Auguste Jean Baptiste Lechesne |              | Progressivement endommagée par les intempéries, elle est détruite en 1895.                                                                          | 1859         | à géolocaliser | L'Amour domptant les bêtes féroces« L'Amour domptant les bêtes féroces à Caen », sur À nos grands hommes,« Caen. La férocité domptée par l'Amour. Groupe colossal par Lechesne dans le Jardin des Plantes. », sur Musée des Beaux-Arts de Boston (consulté le 7 mars 2025) |
| Statue de Malherbe en Homère         | À déterminer                   |              | Représentait François de Malherbe. | À déterminer | à géolocaliser | Image manquante |
| Monument à Charles-Nicolas Desmoueux | À déterminer                   |              | Représentait Charles-Nicolas Desmoueux. | 1802         | à géolocaliser | Image manquante |
| Buste de Charles Lemaître,           | Charles Lemarquier             |              | Représentait Charles Lemaître. Fondu sous le régime de Vichy, dans le cadre de la mobilisation des métaux non ferreux. Le piédestal est resté vide. | 1932         | à géolocaliser | Image manquante |